# ラルフ・バーテルス
ラルフ・バーテルス（Ralf Bartels、1978年2月21日 - ）は、ドイツの陸上競技選手、専門は砲丸投。アテネオリンピック男子砲丸投ドイツ代表。身長186cm、体重125kg。メクレンブルク＝フォアポンメルン州シュターヴェンハーゲン出身。
ドイツ選手権2002-2006年、およびドイツ室内選手権2003、2004、2006、2009年の優勝者である。
2004年アテネオリンピックでは20m26の記録で8位入賞の成績を残し、2005年世界陸上競技選手権ヘルシンキ大会では20m99の記録で3位に入った。
2006年イェーテボリで開催されたヨーロッパ陸上競技選手権では、アンドレイ・ミフネビッチを2cm抑える21m13の記録で優勝。ヨーロッパチャンピオンに輝いた。また2002年の同選手権では3位に入っている。
2007年世界陸上競技選手権大阪大会で7位となった後、2008年の北京オリンピックでは代表に選ばれるも棄権。2009年世界陸上競技選手権ベルリン大会では21m37の記録で、クリスチャン・カントウェル、トマシュ・マエフスキに次ぐ3位に入賞した。2010年ドーハで開催された世界室内陸上競技選手権でも3位となったが、のちにアンドレイ・ミフネビッチのドーピング違反が発覚し繰り上げで2位となった。

## 記録
- 砲丸投
  - 屋外 - 21m37（2009年）
  - 室内 - 21m44（2010年）

## 参考資料・外部リンク

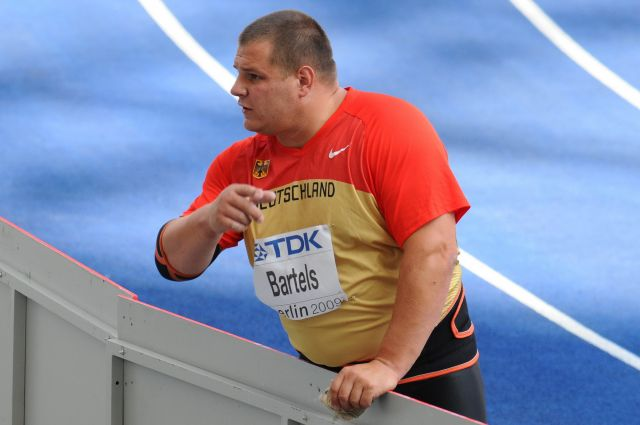
2009年世界陸上競技選手権にて

- ラルフ・バーテルス - ワールドアスレティックスのプロフィール（英語）
- ラルフ・バーテルス - Olympedia（英語）